# Neocerura kandyia
Neocerura kandyia är en fjärilsart som beskrevs av Moore 1883. Neocerura kandyia ingår i släktet Neocerura och familjen tandspinnare. Inga underarter finns listade i Catalogue of Life.